# Jiří Najvar
Jiří Najvar (* 5. dubna 1990 Čeladná) je český hudební skladatel, sbormistr, dirigent a pedagog.

## Vzdělání
V roce 2007 se zúčastnil mezinárodního skladatelského kurzu v Trstěnicích.[nepřesný odkaz] Jeho skladby zazněly na festivalech Hudební současnost, Janáčkův máj a na koncertech pořádaných hudebně-teoretickým oddělením Janáčkovy konzervatoře v Ostravě.
V roce 2011 absolvoval Janáčkovu konzervatoř v Ostravě ve třídě Milana Báchorka skladbou Rapsodie pro pozoun, varhany a komorní orchestr provedenou Moravskou filharmonií Olomouc. Už během studia na konzervatoři působil jako pedagog na soukromé ZUŠ v Kopřivnici. V té době se také začal pravidelně účastnit celostátní skladatelské soutěže Generace, kde získal ocenění za skladby Čtverylky pro kvartet sopránových fléten, Cesta do Zoo a Štramberské obrázky.
V roce 2016 vystudoval dirigování sboru na Hudební fakultě Janáčkovy akademie múzických umění v Brně u Lubomíra Mátla a Blanky Juhaňákové (v roce 2014 titul BcA., v roce 2016 titul MgA.) a zároveň bakalářský obor kompozice u Dana Dlouhého. Na též fakultě JAMU studoval také dirigování orchestru u Jakuba Kleckera. Na vídeňské Universität für Musik und darstellende Kunst studoval sbormistrovství u Erwina Ortnera a orchestrální dirigování u Johannese Wildnera.

## Sbormistrovství a dirigování
Jako hostující dirigent vystupuje s Komorním orchestrem v Kopřivnici, s nímž mimo jiné uvedl v Olomouci na festivalu amatérských souborů Setkání 2011 v premiéře svou skladbu Krátká suita pro flétnu a smyčce.
V období 2009–2012 působil jako sbormistr pěveckého sdružení ECHO.
V letech 2012–2014 vedl pěvecký sbor Lumír v Brně, působil jako druhý sbormistr sboru Vox Iuvenalis VUT, se kterým uvedl v dubnu roku 2014 premiéru své skladby Association of Colors pro SATB sbor a elektroniku.
V roce 2013 stál spolu s Tobiášem Štěpánkem u zrodu brněnského pěvecko-tanečního seskupení First Smile.
V letech 2017–2018 působil v Českém filharmonickém sboru Brno jako asistent sbormistra a následně sbormistr, v letech 2015-2019 v Pěveckém sdružení moravských učitelů jako umělecký vedoucí a v roce 2017 jako sbormistr a ve Vachově sboru moravských učitelek jako sbormistr.
Od roku 2019 je sbormistrem Pěveckého sdružení Kopřivnice.

## Hudební dílo
V roce 2015 byla uvedena jeho opera Zhasnutí v Divadle na Orlí v Brně, v roce 2016 zkomponoval rodinnou operu Peřiny, v roce 2017 pak futuristickou operu Vítězství nad Sluncem. V roce 2018 měla v Divadle na Orlí v rámci festivalu Janáček Brno premiéru jeho opera Falstaff v režii Natálie Gregorové.
Jeho absolventská práce - třívětá symfonie Soundscapes byla provedena dirigentem Jiřím Habartem v roce 2016. V lednu 2017 uvedla Filharmonie Brno rovněž pod taktovkou Jiřího Habarta ve světové premiéře jeho Concerto grosso, No. I a Ave Maria pro sólový soprán a orchestr. Jeho Ave Maria pak do svého recitálu téhož roku zařadil i tenorista Petr Nekoranec.
V roce 2017 zkomponoval na texty fejetonů Leoše Janáčka kantátu Hukvaldské studánky pro soprán, recitátora, mužský sbor a klavír, která měla premiéru v roce 2018. Svou kompozici La preghiera di Capodanno uvedl v lednu 2018 s Chamber Symphony Orchestra Brno.
Spolupracuje se sopranistkou Simonou Mrázovou a zpěvačkou a textařkou Irenou Lahodnou. Je autorem hudby k písním na albu Davida Kříže Ticho hvězd. Pro album Černá Nadi Válové zhudebnil dva texty Michala Horáčka Pokoj Dreizehn a Vidíš tu hvězdu?.
Je autorem hudby k divadelním inscenacím Krvavá svatba Studia Marta a Evžen Oněgin Městského divadla Zlín.
V roce 2021 zkomponoval muzikálově laděné oratorium Ludmila!!! Rodinný dýchánek jako příspěvek k oslavám výročí 1100 let od umučení svaté Ludmily.

## Ocenění
Získal Výroční cenu OSA v kategorii "Nejúspěšnější mladý autor vážné hudby" za rok 2018.